# Miłosz (góra)
Miłosz (niem. Friedlander Reichmacher) (701 m n.p.m.) – wzniesienie w Sudetach Środkowych, w Górach Kamiennych, w zachodniej części pasma Gór Suchych.

## Położenie
Miłosz położony jest na północny wschód od miejscowości Mieroszów, w bocznym grzbiecie odchodzącym od Średniaka, z którym łączy się poprzez Garbatkę. Grzbiet ten kończy się Jatkami nad Kowalową i Mieroszowem.
Miłosz zbudowany jest z permskich porfirów kwarcowych (trachitów) i tufów porfirowych (ryolitowych), należących do północnego skrzydła niecki śródsudeckiej.
Wzniesienie porośnięte jest lasem świerkowym i świerkowo-bukowym regla dolnego.

## Turystyka
Poniżej szczytu biegnie  niebieski szlak turystyczny z Mieroszowa do Schroniska „Andrzejówka”.